# Böhmentaube
Die Böhmentaube ist eine Haustaubenrasse und gehört zu den Farbentauben.

## Herkunft
Sie kommt aus Böhmen und wurde Anfang des 19. Jahrhunderts in Deutschland eingeführt.

## Aussehen
Die Böhmentaube hat eine kräftige Feldtaubengestalt mit einer waagerechten Körperhaltung.
Das Gefieder liegt am gesamten Körper fest an.
Der Kopf ist glatt, mittelgroß und gut gewölbt mit einem kräftigen Hals.
Die Augenfarbe ist orangefarbig bis rubinrot. Der Augenrand ist ein- bis zweiringig, bei den Roten, Gelben und Schwarzen rot, bei den anderen Farbenschlägen grau.
Der Schnabel ist mittellang und kräftig. Die Schnabelfarbe ist bei den Roten und Gelben fleischfarbig, sonst je nach Gefiederfarbe hornfarbig bis schwarz.
Die Böhmentaube hat eine breite Brust und einen wenig abfallenden breiten Rücken, der in den waagerecht getragenen Schwanz übergeht und von den Flügeln gut bedeckt wird.
Die Beine sind mittellang und unbefiedert mit hellen Krallen.

## Farbenschläge
Die Böhmentaube gibt es in Schwarz, Rot, Gelb, Braun, Blau mit schwarzen Binden, Blau ohne Binden, Hellblau mit weißen Binden, Hellblau-Weißgeschuppt, Blaufahl, Rotfahl, Gelbfahl, Braunfahl, Blaugehämmert, Blaufahl-Gehämmert, Rotfahl-Gehämmert, Gelbfahl-Gehämmert und Braunfahl-Gehämmert.
Die Grundfarbe ist weiß. Der Kopf, Latz, Flügelschild und Schwanz mit Keil und Decke sind farbig. Die Daumenfedern sind farbig, die Handschwingen sind weiß.

## Nachweise
- Bund Deutscher Rassegeflügelzüchter (BDRG) (Hrsg.): Deutscher Rassetauben-Standard